# Túnel de Hvalfjörður
El Túnel Hvalfjörður (Hvalfjarðargöng en islandés) es un túnel de carretera bajo el fiordo de Hvalfjörður en Islandia. Se encuentra en la Hringvegur o Vía 1 y conecta las poblaciones de Mosfellsbær y Akranes.

## Características
Es parte de la ruta islandesa Hringvegur. Tiene 5.762 m de longitud y alcanza una profundidad máxima de 165 metros por debajo del nivel del mar. Fue inaugurado el 11 de julio de 1998. Acorta la distancia de Reikiavik hacia el oeste y el norte de Islandia en unos 45 km. Este túnel permite cruzar el fiordo en unos 7 minutos en lugar de la hora que se tardaba antes de su construcción.
Sin embargo, este túnel obtuvo una mala calificación del Test de Movilidad Europea del año 2010, que se realiza anualmente por el club de automóvil alemán ADAC. Las razones fueron una iluminación pobre y mala, ausencia de un sistema de alarma automático, falta de ventilación en caso de incendio y ubicación a una gran distancia de la estación de bomberos más cercana (exactamente 28 km).